# Ла-Єса
Ла-Єса (ісп. La Yesa (офіційна назва), валенс. La Iessa) — муніципалітет в Іспанії, у складі автономної спільноти Валенсія, у провінції Валенсія. Населення — 271 особа (2010).

## Географія
Муніципалітет розташований на відстані близько 240 км на схід від Мадрида, 70 км на північний захід від Валенсії.
На території муніципалітету розташовані такі населені пункти: (дані про населення за 2010 рік)
- Ла-Куеваррус: 38 осіб
- Ла-Єса: 233 особи

## Демографія
Динаміка населення (INE ):

## Галерея зображень

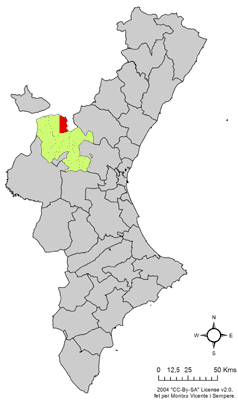
Розташування муніципалітету Ла-Єса у автономній спільноті Валенсія
Розташування муніципалітету Ла-Єса у комарці Лос-Серранос